# Rasmus Schüller
Rasmus Schüller, född 18 juni 1991 i Esbo, Finland, är en finlandssvensk fotbollsspelare som sedan 2021 spelar i Djurgårdens IF i Allsvenskan. Schüller spelar främst som mittfältare.

## Biografi
Rasmus Schüller växte upp i Dalsvik i Esbo. Han visade talang redan i ung ålder och tog en aktiv roll i sitt lag och var mycket tävlingsinriktad.
Schüller har studerat juridik i Helsingfors universitet.

## Klubblagskarriär

### Tidig karriär
Schüller började sin karriär i FC Kasiysi, en klubb baserad i hans hemstad Esbo. Senare gick han vidare till rivalerna Gäddviks Boll HooGee.

### FC Honka
Schüller gjorde sin debut i FC Honka i Finska Ligacupen 2008. Han spelade i första divisionen i augusti 2008 mot Rovaniemen Palloseura.. Den 24 juni 2009, bara en knapp vecka efter sin artonde födelsedag, gjorde Schüller sitt första ligamål i karriären. Då stod han för sitt lags andra mål i matchen mot KuPS på hemmaplan. Säsongen 2009 slutade för Schüllers och Honkas del i silverjubel.
Schüller stod för sitt lags andra mål, när FC Honka besegrade walesiska Bangor City FC på hemmaplan i UEFA Europa League den 16 juli 2009. Matchen var Schüllers första i en UEFA-turnering för klubblag. Han representerar även Finland på U21-nivå.

### HJK Helsingfors
I februari 2012 tillkännagav HJK Helsingfors värvningen av Schüller från FC Honka, tillsammans med lagkamraten Demba Savage, för en ej avslöjad avgift. Kvalificerade sig till Europa Leagues gruppspel 2014 med HJK med en 5-4 sammanlagd seger över SK Rapid Wien.
Säsongen 2015 fick Rasmus Schüller tillbaka sin gamla styrka och användes i 30 av 33 möjliga seriematcher, där han inte gjorde mål, utan bidrog med tre assist till sina lagkamrater. I slutet av säsongen slutade HJK Helsingfors trea i slutställningen med 58 poäng, en poäng bakom Rovaniemen Palloseura och två poäng bakom fjolårets tvåa Seinäjoen Jalkapallokerho. I Finska Ligacupen förlorade laget med 5-1 mot slutliga cupvinnarna IFK Mariehamn i semifinalen, men slog Rovaniemen Palloseura med 2-0 i finalen i Finska Ligacupen 2015. I internationell klubbfotboll det året dök han upp i kvalet till Uefa Champions League 2015/2016, och spelade alla fyra matcherna i den andra och tredje kvalomgången innan hans lag slogs ut. Han var också med i båda matcherna i efterföljande slutspel för Uefa-kvalificeringen 2015/2016, men blev eliminerad där genom en sammanlagd 5-1 poäng mot den ryska klubben FK Krasnodar. Redan den 7 oktober 2015 meddelades att den mångfaldiga finska landslagsmannen flyttade till Fotbollsallsvenskan inför spelåret 2016 med BK Häcken, som aktiv där.

### Minnesota United
Rasmus Schüller stannade bara i BK Häcken ett år. Den 24 januari 2017 presenterades han av Minnesota United i Major League Soccer.

### Åter till HJK Helsinki (lån)
Den 9 augusti 2017 gick Schüller tillbaka till HJK Helsingfors fram till slutet av säsongen.
Den 11 januari 2020 värvades Schüller av HJK Helsingfors, där han skrev på ett tvåårskontrakt.

### Djurgårdens IF
I december 2020 skrev han på ett treårskontrakt med Djurgårdens IF. I januari 2022 förlängde Schüller sitt kontrakt i Djurgården fram över säsongen 2025.

## Landslagskarriär
Rasmus kallades till A-landslaget första gången 2013. Han kallades in till UEFA Europa League 2020-vänskapsmatchen före turneringen mot Sverige den 29 maj 2021. I januari 2024 har han bland de aktiva spelarna den som spelat tredje flest antal landskamper efter Teemu Pukki och Lukáš Hrádecký.

## Personligt och övrigt
Schüller är finlandssvensk, vilket innebär att hans modersmål är svenska. Han har tyska anor. Schüller utsågs till programledare för Vegas sommarpratare i Yle Vega 2022.

## Statistik

### Klubblag
| Klubb                               | Säsong         | Liga           | Liga    | Liga | Liga   | Nationell cup | Nationell cup | Nationell cup | Internationell cup | Internationell cup | Internationell cup | Totalt  | Totalt | Totalt |
| Klubb                               | Säsong         | Division       | Matcher | Mål  | Assist | Matcher       | Mål           | Assist        | Matcher            | Mål                | Assist             | Matcher | Mål    | Assist |
| ----------------------------------- | -------------- | -------------- | ------- | ---- | ------ | ------------- | ------------- | ------------- | ------------------ | ------------------ | ------------------ | ------- | ------ | ------ |
| FC Honka                            | 2008           | Veikkausliiga  | 3       | 0    | 0      | 2             | 0             | 0             | 0                  | 0                  | 0                  | 5       | 0      | 0      |
| FC Honka                            | 2009           | Veikkausliiga  | 19      | 2    | 3      | 6             | 0             | 0             | 3                  | 1                  | 0                  | 28      | 3      | 3      |
| FC Honka                            | 2010           | Veikkausliiga  | 19      | 3    | 4      | 1             | 0             | 0             | 2                  | 0                  | 0                  | 22      | 3      | 4      |
| FC Honka                            | 2011           | Veikkausliiga  | 22      | 0    | 3      | 0             | 0             | 0             | 4                  | 0                  | 1                  | 26      | 0      | 4      |
| FC Honka                            | Totalt         | Totalt         | 63      | 5    | 10     | 9             | 0             | 0             | 9                  | 1                  | 1                  | 81      | 6      | 11     |
| HJK Helsingfors                     | 2012           | Veikkausliiga  | 25      | 2    | 5      | 7             | 0             | 0             | 6                  | 3                  | 1                  | 38      | 5      | 6      |
| HJK Helsingfors                     | 2013           | Veikkausliiga  | 24      | 7    | 4      | 8             | 1             | 0             | 2                  | 0                  | 0                  | 34      | 8      | 4      |
| HJK Helsingfors                     | 2014           | Veikkausliiga  | 10      | 1    | 5      | 6             | 0             | 0             | 7                  | 0                  | 0                  | 23      | 1      | 5      |
| HJK Helsingfors                     | 2015           | Veikkausliiga  | 30      | 0    | 3      | 6             | 0             | 1             | 6                  | 0                  | 0                  | 42      | 0      | 4      |
| HJK Helsingfors                     | Totalt         | Totalt         | 89      | 10   | 17     | 27            | 1             | 1             | 21                 | 3                  | 1                  | 137     | 14     | 19     |
| BK Häcken                           | 2016           | Allsvenskan    | 18      | 1    | 5      | 2             | 0             | 0             | 2                  | 0                  | 0                  | 22      | 1      | 5      |
| BK Häcken                           | Totalt         | Totalt         | 18      | 1    | 5      | 2             | 0             | 0             | 2                  | 0                  | 0                  | 22      | 1      | 5      |
| UNC Wilmington Seahawks             | 2017           | MLS            | 7       | 0    | 0      | 1             | 0             | 0             | —                  | —                  | —                  | 8       | 0      | 0      |
| UNC Wilmington Seahawks             | 2018           | MLS            | 31      | 1    | 3      | 1             | 0             | 0             | —                  | —                  | —                  | 32      | 1      | 3      |
| UNC Wilmington Seahawks             | 2019           | MLS            | 15      | 0    | 0      | 0             | 0             | 0             | —                  | —                  | —                  | 15      | 0      | 0      |
| UNC Wilmington Seahawks             | Totalt         | Totalt         | 53      | 1    | 3      | 2             | 0             | 0             | —                  | —                  | —                  | 55      | 1      | 3      |
| HJK Helsingfors                     | 2017 (lån)     | Veikkausliiga  | 7       | 0    | 1      | 1             | 0             | 0             | —                  | —                  | —                  | 8       | 0      | 1      |
| HJK Helsingfors                     | 2020           | Veikkausliiga  | 17      | 3    | 2      | 9             | 1             | 0             | —                  | —                  | —                  | 26      | 4      | 2      |
| HJK Helsingfors                     | Totalt         | Totalt         | 24      | 3    | 3      | 10            | 1             | 0             | —                  | —                  | —                  | 34      | 4      | 3      |
| Djurgårdens IF                      | 2021           | Allsvenskan    | 26      | 0    | 1      | 3             | 0             | 0             | —                  | —                  | —                  | 29      | 0      | 1      |
| Djurgårdens IF                      | 2022           | Allsvenskan    | 23      | 1    | 1      | 5             | 1             | 0             | 10                 | 0                  | 0                  | 38      | 2      | 1      |
| Djurgårdens IF                      | 2023           | Allsvenskan    | 23      | 1    | 1      | 6             | 0             | 0             | 3                  | 0                  | 0                  | 32      | 1      | 1      |
| Djurgårdens IF                      | 2024           | Allsvenskan    | 14      | 0    | 0      | 4             | 1             | 2             | 7                  | 0                  | 0                  | 25      | 1      | 2      |
| Djurgårdens IF                      | Totalt         | Totalt         | 86      | 2    | 3      | 18            | 2             | 2             | 20                 | 0                  | 0                  | 124     | 4      | 5      |
| Hela karriären                      | Hela karriären | Hela karriären | 323     | 22   | 41     | 68            | 4             | 3             | 52                 | 4                  | 2                  | 453     | 30     | 46     |
| Senast uppdaterad 17 november 2024. |                |                |         |      |        |               |               |               |                    |                    |                    |         |        |        |

### Landslag
| Landslag                            | År     | Totalt  | Totalt |
| Landslag                            | År     | Matcher | Mål    |
| ----------------------------------- | ------ | ------- | ------ |
| Finland U21                         | 2010   | 5       | 0      |
| Finland U21                         | 2011   | 4       | 0      |
| Finland U21                         | 2012   | 4       | 0      |
| Finland U21                         | Totalt | 13      | 0      |
| Finland                             | 2013   | 7       | 0      |
| Finland                             | 2014   | 2       | 0      |
| Finland                             | 2015   | 4       | 0      |
| Finland                             | 2016   | 8       | 0      |
| Finland                             | 2017   | 5       | 0      |
| Finland                             | 2018   | 6       | 0      |
| Finland                             | 2019   | 8       | 0      |
| Finland                             | 2020   | 5       | 0      |
| Finland                             | 2021   | 12      | 0      |
| Finland                             | 2022   | 7       | 0      |
| Finland                             | 2023   | 9       | 0      |
| Finland                             | 2024   | 6       | 0      |
| Finland                             | Totalt | 79      | 0      |
| Senast uppdaterad 17 november 2024. |        |         |        |